# Sumpf-Vergissmeinnicht
Das Sumpf-Vergissmeinnicht (Myosotis scorpioides) ist eine Pflanzenart aus der Gattung Vergissmeinnicht (Myosotis) innerhalb der Familie der Raublattgewächse (Boraginaceae).

## Beschreibung

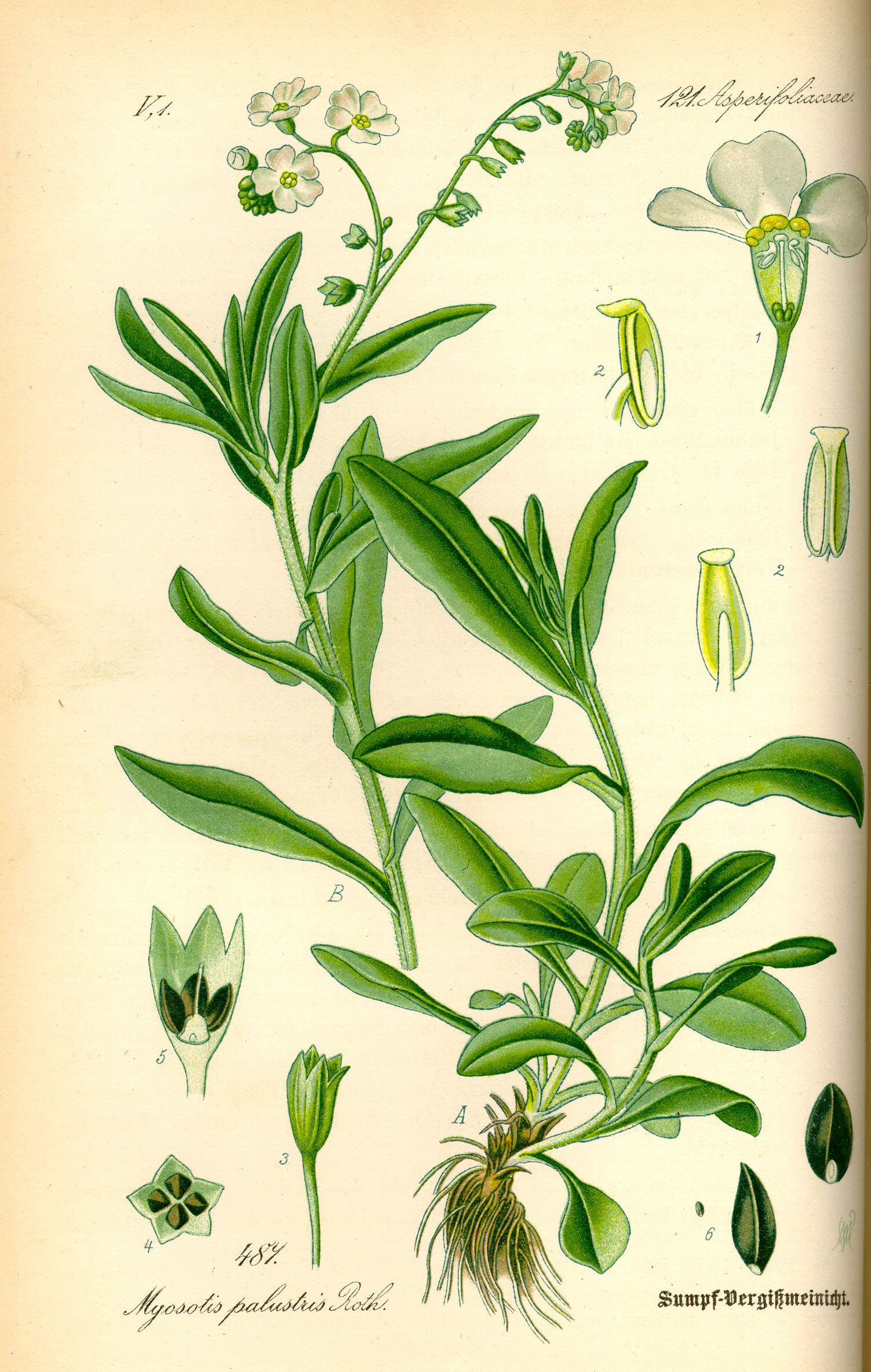
Illustration

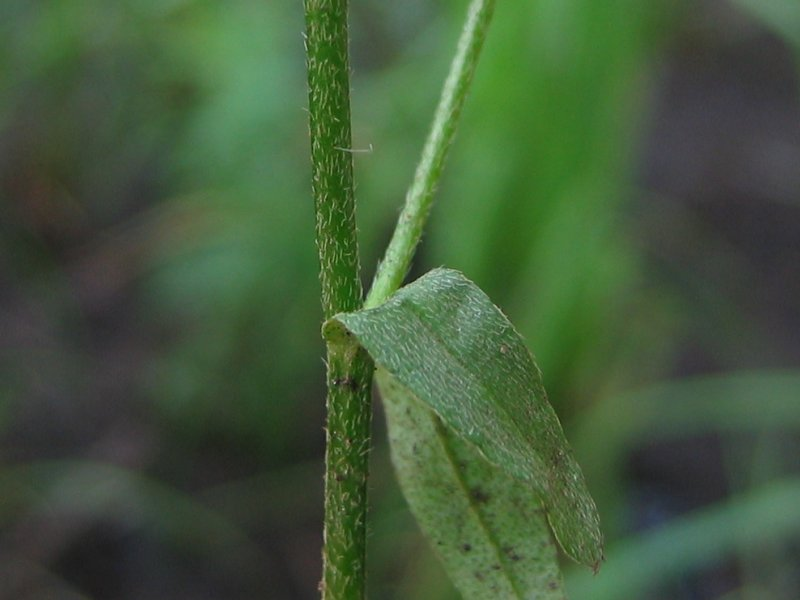
Raue Behaarung des Stängels und der Blätter

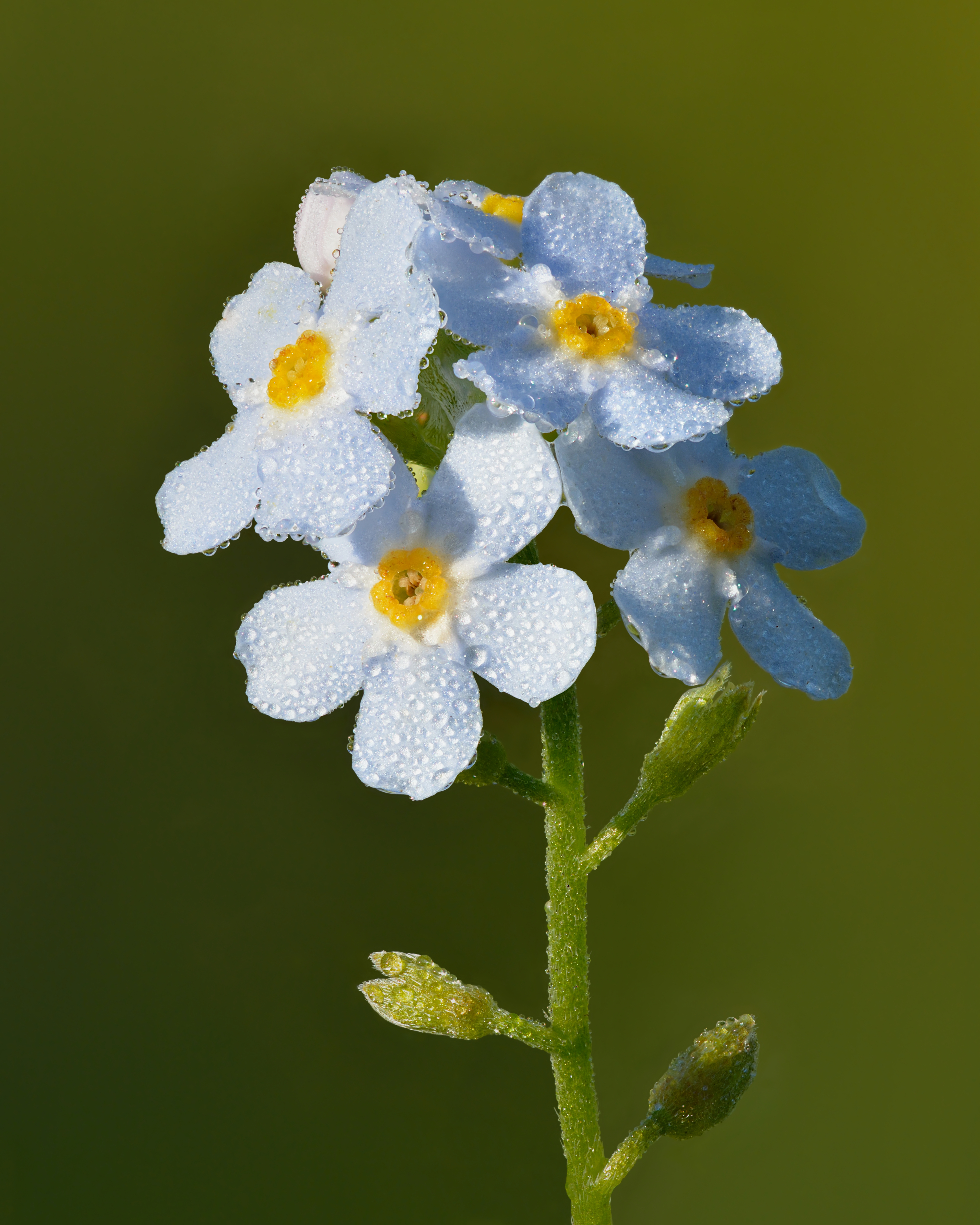
Blütenstand

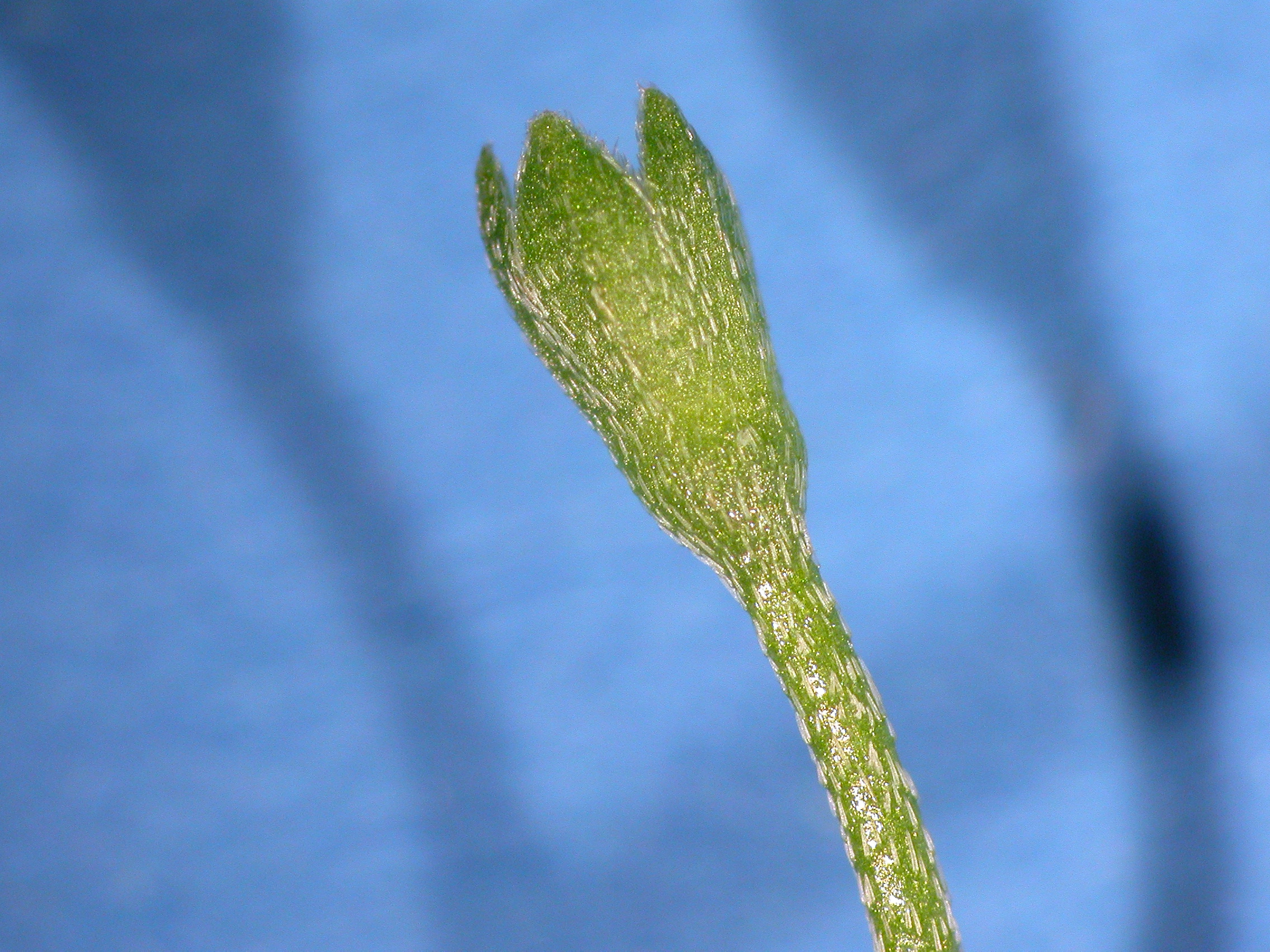
Behaarter Blütenstiel und Blütenkelch

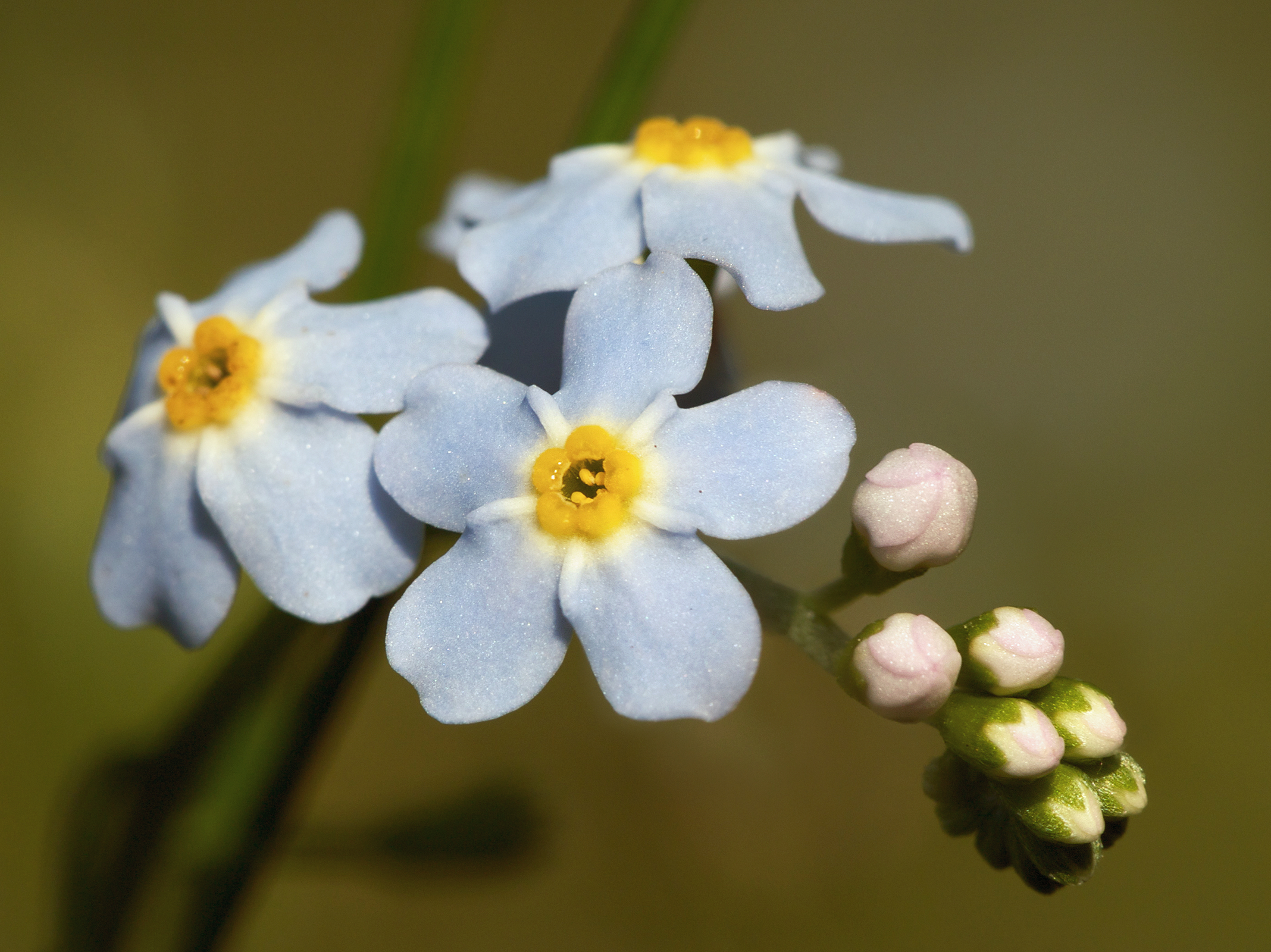
Detail der Stielteller-Blüten

### Vegetative Merkmale
Das Sumpf-Vergissmeinnicht ist eine überwinternd grüne, krautige Pflanze und erreicht Wuchshöhen von meist 15 bis 80 (5 bis 100) Zentimetern. Sie kann sowohl fest aufrecht wachsen, als auch etwas schlaff erscheinen. Ihr Stängel ist abgerundet bis schwach kantig und ist meist anliegend behaart, im unteren Stängelbereich aber häufig abstehend, selten auch rückwärts gerichtet behaart. Die Verzweigungen des Stängels sind meist spitzwinklig. Es können oberirdische, über 10 Zentimeter lange Ausläufer ausgebildet werden.
Die dicht stehenden Laubblätter sind behaart.

### Generative Merkmale
Die Blütezeit reicht von Mai bis in den September hinein. Die Blütenstände sind nur zwei-ästig, enthalten also nur Wickel, sind stets blattlos und weisen aufrecht anliegende Haare auf.
Die zwittrigen Blüten sind radiärsymmetrisch und fünfzählig mit doppelter Blütenhülle. Die fünf angedrückt behaarten Kelchblätter sind auf etwa zwei Drittel ihrer Länge verwachsen. Die himmelblaue Krone ist bei einem Durchmesser von 4 bis 12 Millimetern tellerförmig. Die Blütenkrone weist fünf gelbe Schlundschuppen auf, welche zum Blüteneingang vermitteln sollen. Die 0,8 bis 1,2 Millimeter langen Staubbeutel überragen die Blütenkrone nicht und einige sind verkümmert. Die Narben sind innerhalb der Blütenkrone eingeschlossen. Die Blütezeit ist April bis Oktober.
Der Fruchtstiel ist um einiges länger als der Kelch. Die Klausenfrüchte zerfallen in vier Klausen. Die Klausen sind 1,2 bis 1,8 Millimeter lang.
Die Chromosomenzahl beträgt 2n = 44 oder 64 bzw. 66.

## Ökologie
Beim Sumpf-Vergissmeinnicht handelt es sich um einen helomorphen, hygromorphen Hemikryptophyten.
Das Sumpf-Vergissmeinnicht bildet Blüten vom Stieltellerblütentyp aus. Der Kronschlund hat drei Funktionen. Er dient zum einen als Saftmalring und soll blütenbesuchende Insekten belohnen. Zum anderen imitiert er Staubbeutel und soll auf diese Weise Insekten anlocken. Er soll dagegen auch bestäubungsunfähige Insekten fernhalten. Im Inneren der etwa 3 Millimeter langen Kronröhre wird für Bienen, zahlreiche Falter und langrüsslige Fliegenarten Nektar angeboten.
Die Klausen sind die Diasporen und es erfolgt Klett- oder Ameisenausbreitung.

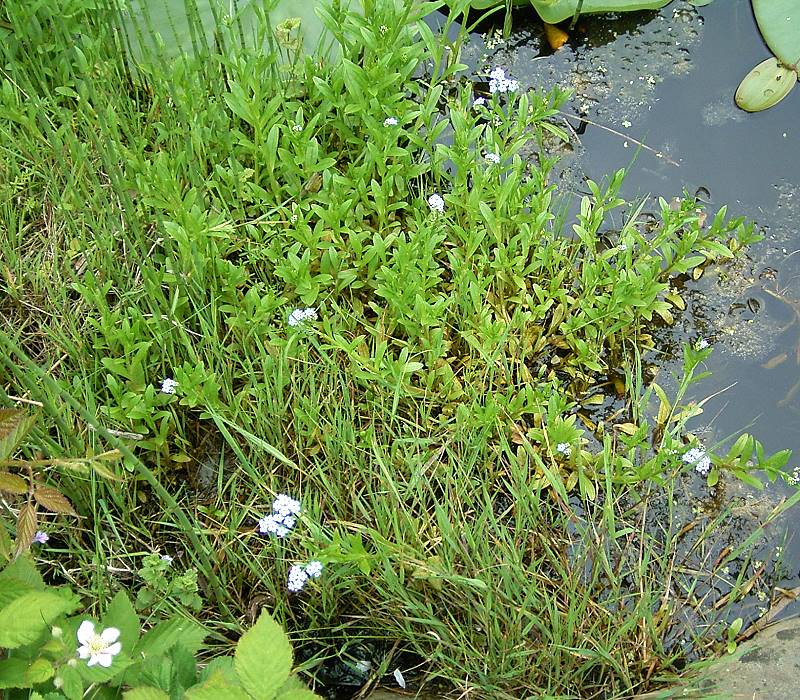
Habitus im Habitat

## Futterpflanze
Das Sumpf-Vergissmeinnicht ist Nektarpflanze für den Blauschillernden Feuerfalter (Lycaena helle).

## Vorkommen
Das ursprüngliche Verbreitungsgebiet des Sumpf-Vergissmeinnichts erstreckt sich von Europa bis Westasien. Das Sumpf-Vergissmeinnicht kommt in Ostasien und Nordamerika als Neophyt vor.
In weiten Teilen Deutschlands und Teilen Europas ist das Sumpf-Vergissmeinnicht relativ weit verbreitet. Nur in Trockengebieten ist diese Pflanzenart selten anzutreffen. In den Allgäuer Alpen steigt das Sumpf-Vergissmeinnicht in Hochkrumbach in Vorarlberg in eine Höhenlage von bis zu 1650 Meter auf. Im Oberengadin steigt es auf eine Höhenlage von 2020 Metern.
Das Sumpf-Vergissmeinnicht kommt an sumpfigen Rändern von nährstoffreichen Gewässern, Gräben oder kleinen Seen vor. Ferner wächst es auf nassen Wiesen, im Röhricht und in Bruchwäldern. Es ist in Mitteleuropa eine schwache Charakterart des Verbandes eutropher Nasswiesen (Calthion palustris), kommt aber auch in feuchten Molinio-Arrhenatheretea-Gesellschaften, in Phragmitetalia-Gesellschaften oder in Erlenbruchwäldern (Alnion glutinosae) vor.
Die ökologischen Zeigerwerte nach Landolt et al. 2010 sind in der Schweiz: Feuchtezahl F = 4w+ (sehr feucht aber stark wechselnd), Lichtzahl L = 3 (halbschattig), Reaktionszahl R = 3 (schwach sauer bis neutral), Temperaturzahl T = 3 (montan), Nährstoffzahl N = 4 (nährstoffreich), Kontinentalitätszahl K = 2 (subozeanisch).

## Systematik
Die Erstveröffentlichung von Myosotis scorpioides erfolgte 1753 durch Carl von Linné in Species Plantarum, Tomus I, S. 131. Synonyme für Myosotis scorpioides L. sind: Myosotis palustris Hill nom. illeg., Myosotis palustris (L.) L., Myosotis palustris subsp. laxiflora (Rchb.) M.Sychowa, Myosotis palustris subsp. multiflora (Mérat) Rouy, Myosotis laxiflora Rchb., Myosotis scorpiodes subsp. multiflora (Mérat) P.Fourn., Myosotis scorpioides subsp. palustris (L.) F.Herm., Myosotis scorpioides var. palustris L., Myosotis multiflora Mérat.
Je nach Autor gibt es von Myosotis scorpioides Unterarten:
- Myosotis scorpioides L. subsp. scorpioides[8]
- Großblütiges Sumpf-Vergißmeinicht oder Ostsee-Vergissmeinnicht (Myosotis scorpioides subsp. praecox (Hülph.) Dickoré, Syn.: Myosotis praecox Hülph., Myosotis palustris subsp. praecox (Hülph.) Almquist & Asplund): Sie kommt hauptsächlich an der deutschen Ostseeküste vor und ist sehr selten.[8][9] Die Chromosomenzahl beträgt 2n = 66.[2]
- Myosotis scorpioides subsp. radicans (Opiz) Valdés (Syn.: Myosotis radicans Opiz, Myosotis palustris subsp. radicans (Opiz) R.Schust.): Sie kommt in Ungarn, Polen und in der Slowakei vor.[8]

## Trivialnamen
Weitere zum Teil auch nur regional gebräuchliche Bezeichnungen für das Sumpf-Vergissmeinnicht sind oder waren: Blauer Augentrost, Blümelein (Altmark), Blümelein Vergissmeinnicht (Altmark), Frideles, Friedelesauge, Hennaäugli (St. Gallen bei Werdenberg), Kleine Hundszung, Je länger je lieber, Katzeäugelchen (Eifel bei Ulmen), Katzenäuglein (Graubünden), Krötteneuglin (Schlesien), Blaue Leuchte (Schlesien), blau Wasser Mausöhrlein (Bern), Musekenor (mittelniederdeutsch), Museohr (Ostfriesland), Susannenkrant (Schlesien), Vergiss mein nit (Augsburg, St. Gallen, Siebenbürgen, Thüringen, Tirol; diese Bezeichnung ist urkundlich bereits 1542 belegt) und Ziegeräugli (Kanton Luzern).